# Quercus sadleriana
Quercus sadleriana es una especie arbórea de la familia de las fagáceas. Está clasificada en la Sección Ponticae, que son los robles blancos de Europa, Asia y América del Norte. Tienen los estilos cortos; las bellotas maduran en 6 meses y tienen un sabor dulce y ligeramente amargo, el interior de la bellota tiene pelo. Las hojas carecen de una mayoría de cerdas en sus lóbulos, que suelen ser redondeados. 

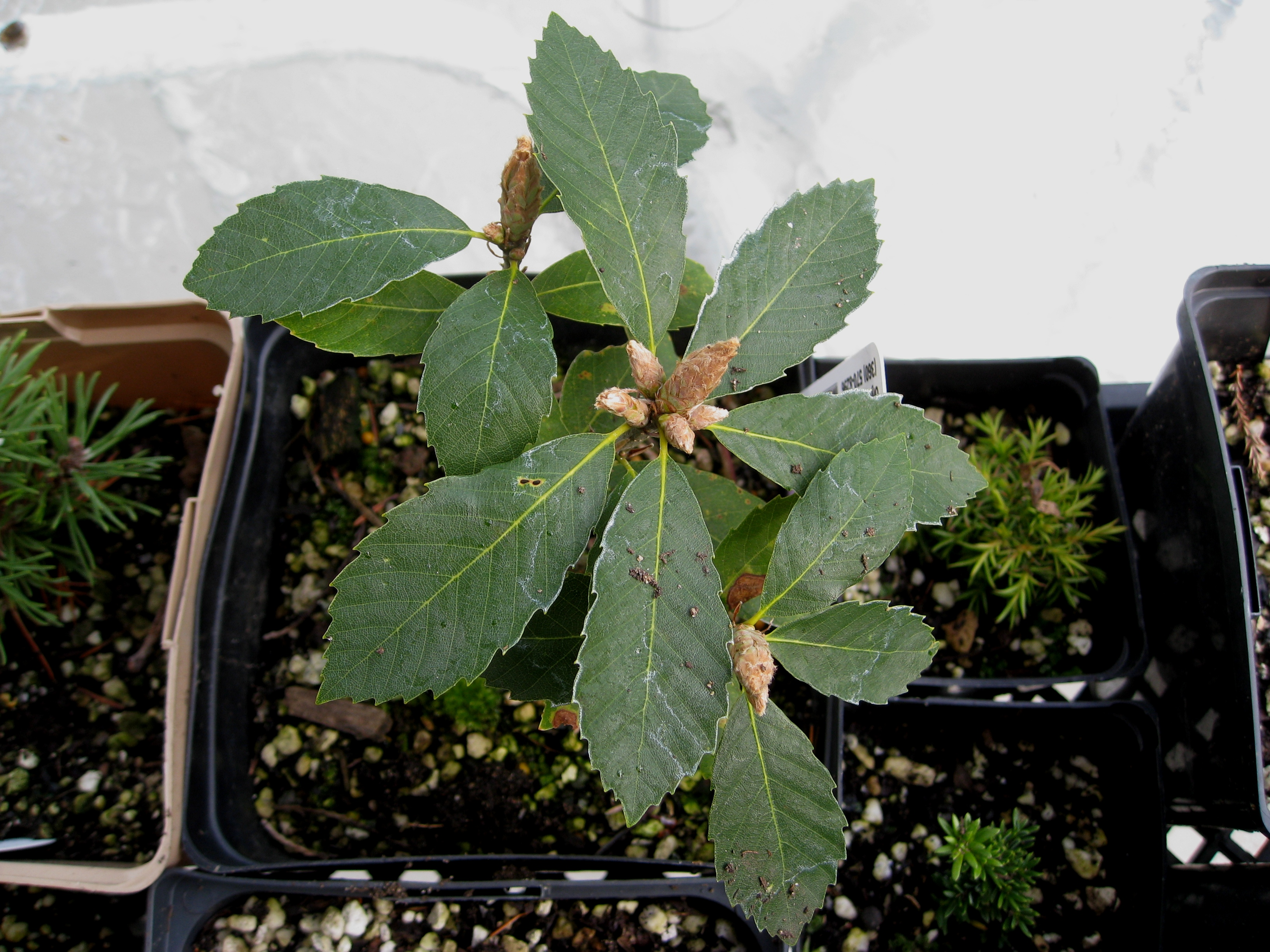
Detalle de las hojas

## Distribución
Es nativa del suroeste de Oregón y el extremo norte de California en las montañas Klamath, donde crece en los bosques de coníferas.

## Descripción
Quercus sadleriana es un arbusto que alcanza un tamaño de 1 a 3 metros de altura a partir de una red de raíces con rizomas. Las hojas son una reminiscencia de las hojas de castaños, ovaladas, con bordes dentados y los extremos redondeados, ligeramente puntiagudas. El fruto es una bellota con una tapa de entre 1 y 2 centímetros de ancho y una nuez esférica u oval, con los extremos redondeados de hasta 2 centímetros de largo.

## Taxonomía
Quercus sadleriana fue descrita por Robert Brown y publicado en Annals and Magazine of Natural History, ser. 4 7: 249. 1871.
Etimología
Quercus: nombre genérico del latín que designaba igualmente al roble y a la encina.
sadleriana: epíteto